# Lloret tigre pintat
El lloret tigre pintat (Psittacella picta) és una espècie d'ocell de la família dels psitacúlids (Psittaculidae) que habita els boscos poc densos de les muntanyes del centre i est de Nova Guinea.